# بائیرلی (سامسات)
بائیرلی {{ترکی|Bayırlı) (به کردی: Zûrna) (به ارمنی: Զուռնա) یک منطقهٔ مسکونی کردنشین در ترکیه است که در سامسات واقع شده‌است.